# Стационе (Порденоне)
Стационе је насеље у Италији у округу Порденоне, региону Фурланија-Јулијска крајина.
Према процени из 2011. у насељу је живело 40 становника. Насеље се налази на надморској висини од 15 м.